# Bergrennen Sierre-Montana-Crans 1966

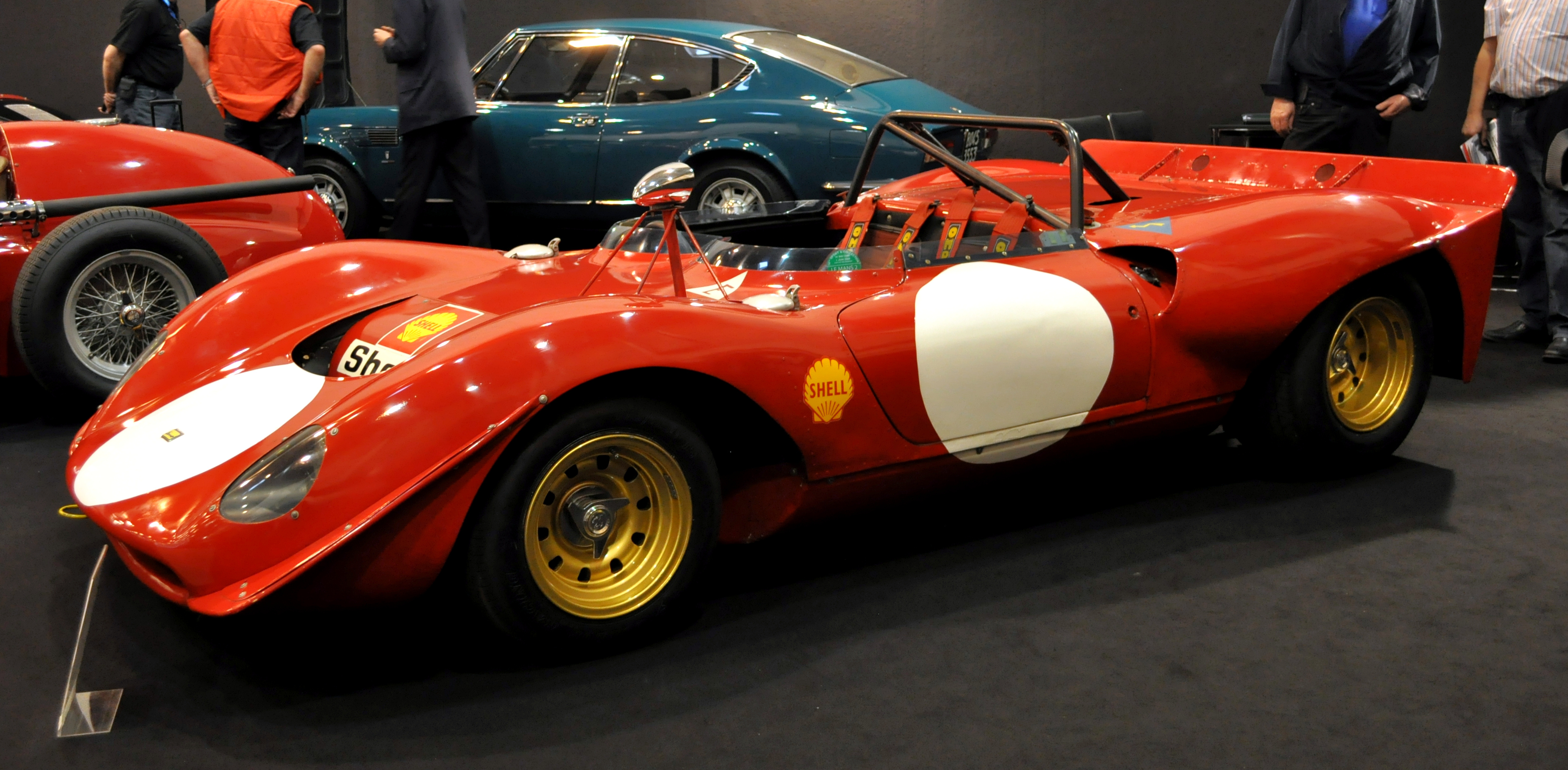
Ferrari Dino 206S

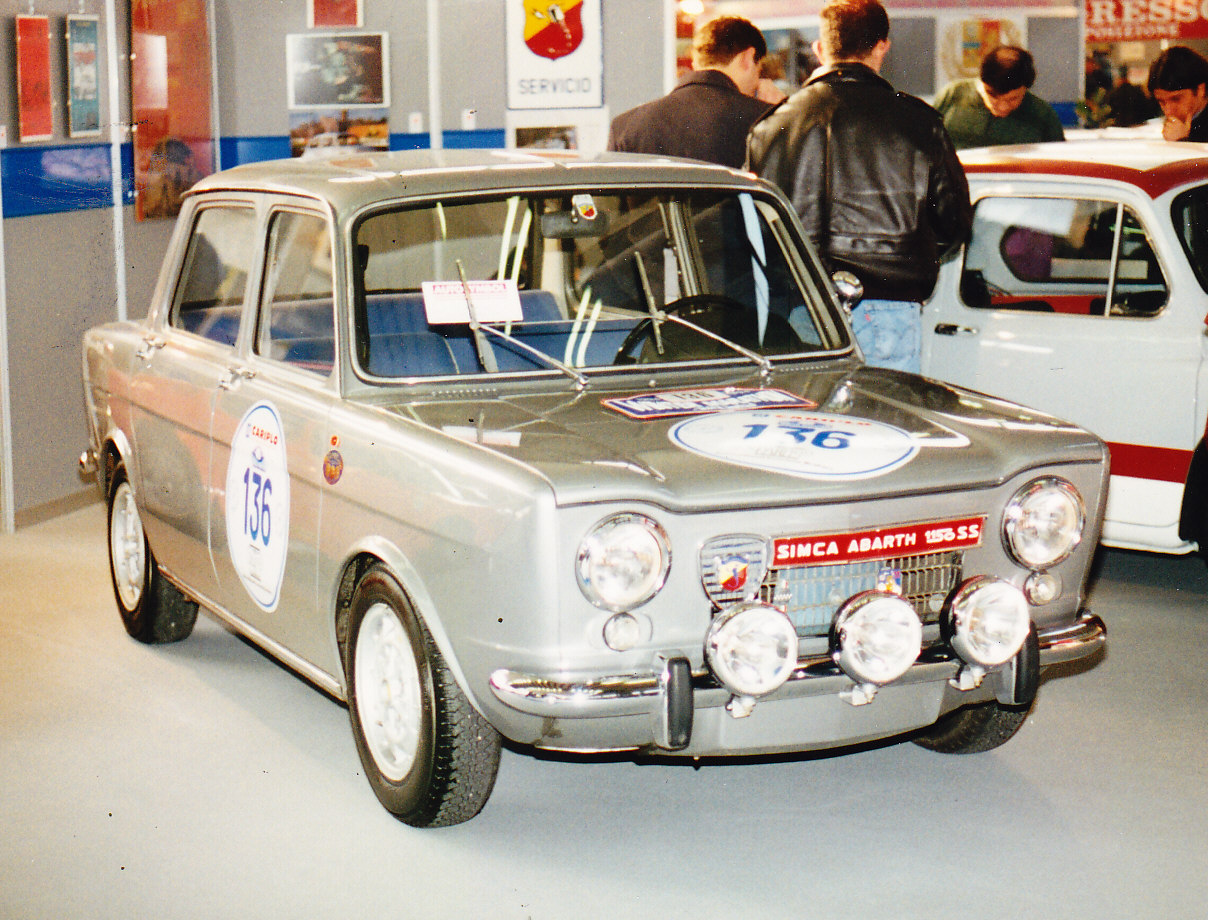
Abarth-Simca 1150

Das Bergrennen Sierre-Montana-Crans 1966 auch, Course internationale de côte Sierre-Montana-Crans 1966, mit Zusatz 2e Grand Prix D’Europe de la Montagne von Siders/Sierre im Schweizer Wallis hinauf zu den Fremdenverkehrsorten Crans-Montana war ein Bergrennen das am 27. und 28. August 1966 ausgefahren wurde, als sechster Lauf der Europa-Bergmeisterschaft der Saison 1966. Gleichzeitig war das Rennen der elfte Wertungslauf zur Sportwagen-Weltmeisterschaft 1966.

## Das Rennen
Die Europa-Bergmeisterschaft 1966 wurde in zwei Rennkategorien ausgefahren. Sportwagen wurden in der Meisterschaft getrennt von Gran-Turismo-Fahrzeugen gewertet. Die Sportwagenkategorie war geprägt vom Zweikampf des deutschen Porsche-Werksfahrer Gerhard Mitter mit dem Italiener Ludovico Scarfiotti, der für die Scuderia Ferrari an den Start ging. Während Mitter neben dem Porsche 904/8 Bergspyder auch einen Carrera 6 und einen 910 fuhr, vertraute Scarfiotti auf die Ferrari-Dino-Modelle 206S und 206P.
Bis zum Rennen in Crans-Montana war Mitter viermal siegreich geblieben; Scarfiotti hatte das vierte Saisonrennen in Sestriere für sich entschieden. Mit einem weiteren Erfolg konnte Mitter bereits für eine Vorentscheidung in der Meisterschaft vor dem letzten Rennen auf dem Gaisberg  sorgen. Dem von Scarfiotti gefahrenen Ferrari standen mehrere Porsches als Gegner gegenüber. Neben Mitter war Hans Herrmann in einem Werks-Porsche 910 am Start. Joseph Greger, Dieter Spoerry und André Wicky fuhren 906er; Rudi Lins bestritt das Rennen mit einem 904 GTS. Hubraumstärkster Wagen war der  Shelby GT350, den Karl Foitek für Peter Schetty meldete. In nicht weniger als 24 Rennklassen wurden Klassensieger ausgefahren, wobei alle Teams die 11 Kilometer lange Strecke zweimal bewältigen mussten. In der Europameisterschaft zählten jedoch nur die Teilnehmer Sportwagen-Prototypen und der großen GT-Klasse.
Mit seinem Gesamtsieg konnte Scarfiotti die Entscheidung in der Europameisterschaft verzögern. In der Addition der beiden Wertungsläufe hatte er einen Vorsprung von knapp vier Sekunden auf Gerhard Mitter. Der drittplatzierte Hans Herrmann lag im Ziel schon eine halbe Minute zurück. Bester Pilot, der weder einen Ferrari oder einen Porsche fuhr, war der Schweizer Denis Borel auf einem Abarth 1600SP. Borel beendete das Rennen als Achter der Gesamtwertung, mit einem Rückstand von 1:23,000 Minuten auf den Sieger.
Scarfiotti fuhr auch die schnellste Zeit auf dem Berg. Das erste Teilstück bewältigte er in einer Zeit von 6:29,000 Minuten, was einer Durchschnittsgeschwindigkeit von 101.799 km/h entsprach.

## Ergebnisse

### Schlussklassement
| 1           | P 2.0    | 187 | SEFAC Ferrari                | Ludovico Scarfiotti     | Ferrari Dino 206S          | 0:12:59,400 |
| 2           | P 2.0    | 186 | Porsche System               | Gerhard Mitter          | Porsche 904/8 Bergspyder   | 0:13:03,200 |
| 3           | P 2.0    | 188 | Porsche System               | Hans Herrmann           | Porsche 910                | 0:13:28,100 |
| 4           | S + 1.6  | 96  | Joseph Greger                | Joseph Greger           | Porsche 906                | 0:13:23,660 |
| 5           | S + 1.6  | 93  | ÖASC                         | Rudi Lins               | Porsche 904 GTS            | 0:14:02,600 |
| 6           | S + 1.6  | 90  | Scuderia Filipinetti         | Dieter Spoerry          | Porsche 906                | 0:14:07,600 |
| 7           | S + 1.6  | 91  | André Wicky                  | André Wicky             | Porsche 906                | 0:14:17,200 |
| 8           | S 1.6    | 179 | Abarth Switzerland           | Denis Borel             | Abarth 1600SP              | 0:14:22,400 |
| 9           | R 1.6    | 36  | Tartaruga                    | Xavier Perrot           | Lotus 23B                  | 0:14:25,400 |
| 10          | GT 2.0   | 232 | Eberhard Mahle               | Eberhard Mahle          | Porsche 911                | 0:14:34,600 |
| 11          | S 1.3    | 73  | Berney Borel                 | Jean-Daniel Grandjean   | Abarth-Simca 1300 Bialbero | 0:14:45,900 |
| 12          | GT + 4.0 | 247 | Karl Foitek                  | Peter Schetty           | Shelby GT350               | 0:14:46,500 |
| 13          | GT 1.6   | 221 | Karl Foitek                  | Karl Foitek             | Lotus Elan                 | 0:14:53,000 |
| 14          | S 1.3    | 78  | Bruno Hoffmann               | Bruno Hoffmann          | Abarth-Simca 1300 Bialbero | 0:14:55,000 |
| 15          | T 1.6    | 134 | Leman                        | Charles Ramu-Caccia     | Alfa Romeo GTA             | 0:14:58,300 |
| 16          | P 1.6    | 178 | Abarth Switzerland           | Werner Rüfenacht        | Abarth 1600 OT             | 0:14:59,300 |
| 17          | S 1.6    | 87  | Aldo Bardelli                | Aldo Bardelli           | Alfa Romeo Giulia TZ       | 0:15:02,900 |
| 18          | P 2.0    | 194 | Bernoise                     | Eris Feldmann           | Lotus 23B                  | 0:15:05,100 |
| 19          | GT 2.0   | 233 | Leman                        | Heinz Schiller          | Porsche 911                | 0:15:12,400 |
| 20          | S 1.3    | 66  | Abarth Switzerland           | Peter Maron             | Abarth 1300 OT             | 0:15:14,800 |
| 21          | T 1.6    | 135 | Nord                         | Jean-Paul Humberset     | Alfa Romeo GTA             | 0:15:15,000 |
| 22          | S 1.3    | 65  | Joseph Greger                | Karl Federhofer         | Abarth 1300 OT             | 0:15:16,100 |
| 23          | S 1.3    | 67  | Guido Nicolai                | Guido Nicolai           | Abarth 1300 OT             | 0:15:16,600 |
| 24          | GT 2.0   | 234 |                              | Hans-Peter Nyffeler     | Porsche 911                | 0:15:19,400 |
| 25          | S 1.0    | 53  | Abarth Switzerland           | Joe Kretschi            | Fiat-Abarth 1000 Bialbero  | 0:15:30,600 |
| 26          | GT + 4.0 | 248 | Ernst Brem                   | Ernst Brem              | Jaguar E-Type              | 0:15:37,400 |
| 27          | GT 1.6   | 225 | Felder Racing                | Hermann Bürgi           | Lotus Elan                 | 0:15:41,000 |
| 28          | P 1.0    | 168 | Charles Graemiger            | Charles Graemiger       | Sunbeam Imp Special        | 0:15:50,700 |
| 29          | S 1.15   | 159 | Everardo Ostini              | Everardo Ostini         | Fiat-Abarth 1000 OT        | 0:15:50,800 |
| 30          | P 1.15   | 159 | Formel Rennsport Club Zürich | Erwin Schnewlin         | Osca 1100S                 | 0:15:55,900 |
| 31          | T 1.0    | 111 | Abarth Switzerland           | Jean-Pierre Brun        | Fiat-Abarth 1000TC         | 0:15:58,500 |
| 32          | P 1.0    | 165 | Karl Foitek                  | Heinrich Wirth          | Elva Mk.VI                 | 0:16:00,900 |
| 33          | P 1.0    | 166 | Helbling Racing              | Gody Naef               | Fiat-Abarth 1000MC Spider  | 0:16:01,900 |
| 34          | S 1.0    | 54  | Meute                        | Rolando Vaglio          | Fiat-Abarth 1000 Bialbero  | 0:16:03,400 |
| 35          | P 1.6    | 180 | Bruno Frey                   | Bruno Frey              | Lotus 23                   | 0:16:06,400 |
| 36          | T 2.0    | 143 | Troisime Etoiles             | Robert Jenny            | BMW 1800TiSA               | 0:16:07,300 |
| 37          | P 1.15   | 174 | Peter Maier                  | Peter Maier             | NSU Prinz 1000 TT          | 0:16:12,100 |
| 38          | GT 1.6   | 222 | Walter Flückiger             | Walter Flückiger        | Lotus Elan                 | 0:16:14,000 |
| 39          | T 1.3    | 124 | Corsaires                    | Alain Cattin            | Morris Mini-Minor S        | 0:16:19,700 |
| 40          | T 1.3    | 125 | Carlo Dubach                 | Carlo Dubach            | Austin Mini-Cooper S       | 0:16:21,900 |
| 41          | GT 4.0   | 242 | Basilea                      | Peter Ditzler           | Jaguar E-Type              | 0:16:22,600 |
| 42          | T + 2.0  | 148 | BB Racing                    | Arthur Blank            | Plymouth Barracuda         | 0:16:25,800 |
| 43          | GT 4.0   | 243 | Peter Baumberger             | Peter Baumberger        | Ferrari 330 GT             | 0:16:25,900 |
| 44          | T 2.0    | 141 | Nord                         | Henri Brauch            | BMW 1800TiSA               | 0:16:27,600 |
| 45          | P 2.0    | 193 | André Wicky                  | Guido Haberthur         | Porsche 911S               | 0:16:28,100 |
| 46          | GT 4.0   | 241 | Fred Kunz                    | Fred Kunz               | Jaguar E-Type              | 0:16:29,900 |
| 47          | S 1.15   | 58  | Leyland Switzerland          | Walter Rheiner          | Triumph Spitfire           | 0:16:31,400 |
| 48          | R 1.6    | 182 | Formel Rennsport Club Zurich | Willy Elsinger          | Lotus Elan                 | 0:16:37,500 |
| 49          | GT 1.6   | 226 | Formel Rennsport Club Zurich | Hermann Abplanalp       | Lotus Elan                 | 0:16:39,200 |
| 50          | P 2.0    | 195 | Jean-Pierre Aeschlimann      | Jean-Pierre Aeschlimann | Marcos 1800 GT             | 0:16:41,600 |
| 51          | GT 1.15  | 208 | Leyland Switzerland          | Jean-Jacques Thuner     | Triumph Spitfire           | 0:16:48,700 |
| 52          | T 1.0    | 110 | Abarth Switzerland           | Urs Schütz              | Fiat-Abarth 1000TC         | 0:16:49,700 |
| 53          | T + 2.0  | 149 | Badonia                      | Otto Model              | Pontiac GTO                | 0:16:58,300 |
| 54          | S 1.0    | 51  | Hans Affentranger            | Hans Affentranger       | Fiat-Abarth 1000 Bialbero  | 0:16:59,200 |
| 55          | R 1.6    | 38  | Rino Botteon                 | Rino Botteon            | Lotus Seven                | 0:17:00,500 |
| 56          | S 1.3    | 76  | Rodolfo Cescato              | Rodolfo Cescato         | Alfa Romeo Giulietta SZ    | 0:17:00,700 |
| 57          | T 1.0    | 115 | Fribourgeoise                | Franco Wipf             | Fiat-Abarth 1000TC         | 0:17:01,800 |
| 58          | T 850    | 102 | Abarth Switzerland           | Robert Blatter          | Fiat-Abarth 850TC          | 0:17:05,000 |
| 59          | GT 1.0   | 200 | Josef Gloggner               | Josef Gloggner          | Fiat-Abarth 1000 OTS       | 0:17:05,900 |
| 60          | T 1.6    | 136 | Troisime Etoiles             | Albert Fatio            | Alfa Romeo Giulia Super    | 0:17:12,200 |
| 61          | T 2.0    | 142 | Walter Brun                  | Walter Brun             | BMW 2000Ti                 | 0:17:17,000 |
| 61          | GT 1.6   | 223 | Meute                        | Bernard Perrot          | Lotus Elan                 | 0:17:17,000 |
| 63          | T 850    | 105 | Walter Broennimann           | Walter Broennimann      | DKW F 11                   | 0:17:20,200 |
| 64          | GT 1.15  | 213 | Meute                        | Michel Pilet            | Triumph Spitfire           | 0:17:22,000 |
| 65          | GT 1.15  | 212 | Leyland Switzerland          | Edwin Wildhaber         | Triumph Spitfire           | 0:17:23,300 |
| 66          | S 1.15   | 60  | Henry Regusci                | Henry Regusci           | Abarth-Simca 1150          | 0:17:23,400 |
| 67          | GT 1.15  | 210 | Leyland Switzerland          | Armand Schäfer          | Triumph Spitfire           | 0:17:30,100 |
| 68          | T 1.6    | 137 | Troisime Etoiles             | Andre Giovanola         | Alfa Romeo Giulia Super    | 0:17:33,300 |
| 68          | GT 1.15  | 216 | Cote                         | Eric Dupont             | Triumph Spitfire           | 0:17:33,300 |
| 70          | T 850    | 104 | Bruno Wernli                 | Bruno Wernli            | DKW Junior                 | 0:17:34,100 |
| 71          | P 850    | 152 | Nord-Ovest                   | Giovanni Carena         | Fiat-Abarth 850TC          | 0:17:35,500 |
| 72          | GT 2.0   | 235 | André Wicky                  | Pierre Greub            | Porsche 911                | 0:17:46,900 |
| 73          | T 1.3    | 127 | Meute                        | Marcel Fleury           | Morris Mini Cooper S       | 0:17:48,400 |
| 74          | GT 1.15  | 214 | Gody Winzenried              | Gody Winzenried         | Triumph Spitfire           | 0:18:01,300 |
| 75          | GT 1.0   | 204 | Leman                        | Francis Lachenal        | NSU Wankel Spider          | 0:18:07,500 |
| 76          | T 1.0    | 114 | Philippe Carron              | Philippe Carron         | Austin Mini-Cooper         | 0:18:08,900 |
| 77          | T 1.3    | 130 | Troisime Etoiles             | Harold Missilliez       | Morris Mini Cooper S       | 0:18:19,500 |
| 78          | P 850    | 163 | Max Sammet                   | Max Sammet              | Minelli Sport              | 0:18:24,900 |
| 79          | GT 1.15  | 211 | Leyland Switzerland          | Oskar Müller            | Triumph Spitfire           | 0:18:26,300 |
| 80          | GT 1.15  | 217 | Georges Gagliardi            | Georges Gagliardi       | Matra Djet 5               | 0:18:28,700 |
| 81          | GT 1.0   | 202 | Bernard Chenevière           | Bernard Chenevière      | Sunbeam Chamois            | 0:18:29,800 |
| 82          | S 1.3    | 75  | René Grosjean                | René Grosjean           | Alfa Romeo Giulietta SZ    | 0:18:49,500 |
| 83          | GT 1.15  | 209 | Andre Willem                 | Andre Willem            | Matra Djet 5               | 0:18:51,700 |
| 84          | GT 850   | 103 | ASL Corsa                    | Jean-Pierre Pochon      | Fiat-Abarth 850TC          | 0:19:03,800 |
| 85          | GT 850   | 101 | Geneve Groupe Competition    | Pierre Tramzal          | BMW 700S                   | 0:19:16,700 |
| 86          | T 1.3    | 129 | Lions                        | Serge Kaelin            | Renault R8 Gordini         | 0:19:24,100 |
| Ausgefallen |          |     |                              |                         |                            |             |
| 87          | S 1.6    | 82  | BB Racing                    | Hans Tschiemer          | Lotus Elan 26R             |             |
| 88          | S 1.6    | 85  | Peter Mattli                 | Peter Mattli            | Alfa Romeo Giulia TZ       |             |
| 89          | S 1.6    | 86  | Kurt Huber                   | Kurt Huber              | Porsche 356 Carrera        |             |
| 90          | S + 1.6  | 92  | Rolf Stommelen               | Rolf Stommelen          | Porsche 904 GTS            |             |
| 91          | GT 1.6   | 226 | Felder Racing                | Leo Krummenacher        | Lotus Elan                 |             |

### Nur in der Meldeliste
Hier finden sich Teams, Fahrer und Fahrzeuge, die ursprünglich für das Rennen gemeldet waren, aber aus den unterschiedlichsten Gründen daran nicht teilnahmen.
| Pos. | Klasse   | Nr. | Team                         | Fahrer                  | Chassis                     |
| ---- | -------- | --- | ---------------------------- | ----------------------- | --------------------------- |
| 92   | S 1.0    | 52  | Paul Macchi                  | Paul Macchi             | Saab Sonett II              |
| 93   | S 1.15   | 59  | Andre Wicky                  |                         | Alpine A110                 |
| 94   | S 1.15   | 61  | Charles Manz                 | Charles Manz            | Lancia GTE                  |
| 95   | S 1.3    | 68  | Nord-Ovest                   | Eris Tondelli           | Abarth 1300 OT              |
| 96   | S 1.3    | 69  | Alpine                       | Mauro Bianchi           | Alpine A110                 |
| 97   | S 1.3    | 70  | Alpine                       |                         | Alpine A110                 |
| 98   | S 1.3    | 71  | Formel Rennsport Club Zürich | Hansueli Stahel         | Abarth-Simca 1300 Bialbero  |
| 99   | S 1.3    | 72  |                              | Walter Egger            | Abarth-Simca 1300 Bialbero  |
| 100  | S 1.3    | 74  | Meute                        | Pierre Scaramiglia      | Alfa Romeo Giulietta Zagato |
| 101  | S 1.3    | 77  | Lions                        | Michel Linder           | Lotus Elite                 |
| 102  | S 1.6    | 81  | Troisime Etoiles             | Charly Bonvin           | Lotus Elan 26R              |
| 103  | S 1.6    | 83  | Pisa Ostini                  | Romano Martini          | Alfa Romeo Giulia TZ        |
| 104  | S 1.6    | 84  | Manrico Benetti              | Manrico Benetti         | Alfa Romeo Giulia TZ        |
| 105  | S + 1.6  | 89  | Karl-Stewart Richardson      | Karl-Stewart Richardson | Ford GT40                   |
| 106  | S + 1.6  | 94  | Siegfried Lang               | Siegfried Lang          | Porsche 904 GTS             |
| 107  | S + 1.6  | 95  | Troisime Etoiles             | Jean Zufferey           | Abarth 2000 OT              |
| 108  | S + 1.6  | 97  | Wilhelm Bartels              | Wilhelm Bartels         | Porsche 906                 |
| 109  | T 1.0    | 109 | Abarth Switzerland           | Edy Welti               | Fiat-Abarth 1000TC          |
| 110  | T 1.0    | 112 | Rene Neumann                 | Rene Neumann            | Austin Mini-Cooper          |
| 111  | T 1.0    | 113 | Werner Haefliger             | Werner Haefliger        | Austin Mini-Cooper          |
| 112  | T 1.3    | 119 | Jolly Club                   | „Coringa“               | Lancia Fulvia HF            |
| 113  | T 1.3    | 120 | Mario Regis                  | Mario Regis             | Lancia Fulvia               |
| 114  | T 1.3    | 121 | Nord-Ovest                   | Luigi Montabone         | Lancia Fulvia               |
| 115  | T 1.3    | 122 | Pier-Giorgio Pelligrini      | Pier-Giorgio Pelligrini | Morris Mini Cooper S        |
| 116  | T 1.3    | 123 | Piero Biglia                 | Piero Biglia            | Lancia Fulvia               |
| 117  | T 1.3    | 126 | Geneve Groupe Competition    | Jean Selz               | Austin Mini-Cooper S        |
| 118  | T 1.3    | 128 | Troisime Etoiles             | Pierre Proz             | Morris Mini Cooper S        |
| 119  | T 1.6    | 138 | Autodelta                    |                         | Alfa Romeo GTA              |
| 120  | T 1.6    | 139 | Autodelta                    |                         | Alfa Romeo GTA              |
| 121  | T 1.6    | 140 | Autodelta                    |                         | Alfa Romeo GTA              |
| 122  | T 2.0    | 144 | Helbling Racing              | Arthur Kessler          | Peugeot 404                 |
| 123  | P 850    | 151 | Nord-Ovest                   | Vincenzo Narcisi        | Narvin                      |
| 124  | P 850    | 154 | Meute                        | Roland Ghezzi           | Fiat-Abarth 750 Bialbero    |
| 125  | P 850    | 155 | Jo Vonlanthen                | Jo Vonlanthen           | Abarth-DKW 600              |
| 126  | P 1.0    | 160 | Nord-Ovest                   | Franco Pilone           | Abarth 1000 OT              |
| 127  | P 1.0    | 161 | Sergio Piana                 | Sergio Piana            | Abarth 1000 OT              |
| 128  | P 1.0    | 162 | Berney/Borel                 | Philippe de Henning     | Abarth 1000SP               |
| 129  | P 1.0    | 163 | Claude Haldi                 | Claude Haldi            | Abarth-Simca 1000           |
| 130  | P 1.0    | 164 | Lions                        | Charly Cuénoud          | Lotus 23                    |
| 131  | P 1.0    | 167 | Roland Sandi                 | Roland Sandi            | Lotus 23                    |
| 132  | P 1.15   | 172 | Peter de Meritt              | Peter de Meritt         | Lotus 23                    |
| 133  | P 1.6    | 181 | Gustav Schlup                | Gustav Schlup           | Elva Mk.7                   |
| 134  | P 1.6    | 183 | Pegaso                       | Palermo Sutero          | Alfa Romeo GTV              |
| 135  | P 1.6    | 184 | Meute                        | William Mayer           | Alfa Romeo GTV              |
| 136  | P 2.0    | 189 | Michel Weber                 | Michel Weber            | Porsche 904/6               |
| 137  | P 2.0    | 190 | Albert Badan                 | Albert Badan            | Porsche 356B 2000           |
| 138  | P 2.0    | 191 | Scuderia Filipinetti         |                         | Abarth 2000 OT              |
| 139  | P 2.0    | 192 | Walter Ringgenberg           | Walter Ringgenberg      | Porsche 911S                |
| 140  | P + 3.0  | 197 | Squadra Tartaruga            | Hans Illert             | Ferrari 250LM               |
| 141  | P + 3.0  | 198 | Scuderia Filipinetti         |                         | Ferrari 365P2               |
| 142  | GT 1.0   | 201 | Abarth Switzerland           | Mike Wuest              | Fiat-Abarth 1000 OTS        |
| 143  | GT 1.0   | 203 | Leman                        | Edwin Heusser           | NSU Spider                  |
| 144  | GT 1.15  | 215 | Leyland Switzerland          | Fred Gysler             | Triumph Spitfire            |
| 145  | GT 1.6   | 224 | Helbling Racing              | Hedy Ruoss              | Lotus Elan                  |
| 146  | GT 1.6   | 224 | Luigi Pozzo                  | Luigi Pozzo             | Alfa Romeo Giulia           |
| 147  | GT 4.0   | 239 | Siegfried Zwimpfer           | Siegfried Zwimpfer      | Ferrari 275 GTB             |
| 148  | GT 4.0   | 240 | Hans Schertenleib            | Hans Schertenleib       | Jaguar E-Type               |
| 149  | GT + 4.0 | 249 | Guido Wermelinger            | Guido Wermelinger       | Chevrolet Corvette          |
| 150  | GT + 4.0 | 250 | Kurt Rost                    | Kurt Rost               | Chevrolet Corvette          |

### Klassensieger
| Klasse   | Fahrer                | Fahrzeug                   | Platzierung im Gesamtklassement |
| -------- | --------------------- | -------------------------- | ------------------------------- |
| P 2.0    | Ludovico Scarfiotti   | Ferrari Dino 206S          | Gesamtsieg                      |
| P 1.6    | Denis Borel           | Abarth 1600SP              | Rang 8                          |
| P 1.15   | Erwin Schnewlin       | Osca 1100S                 | Rang 30                         |
| P 1.0    | Charles Graemiger     | Sunbeam Imp Special        | Rang 28                         |
| P 850    | Giovanni Carena       | Fiat-Abarth 850TC          | Rang 71                         |
| R 1.6    | Xavier Perrot         | Lotus 23B                  | Rang 9                          |
| S + 1.6  | Joseph Greger         | Porsche 906                | Rang 4                          |
| S 1.6    | Aldo Bardelli         | Alfa Romeo Giulia TZ       | Rang 17                         |
| S 1.3    | Jean-Daniel Grandjean | Abarth-Simca 1300 Bialbero | Rang 11                         |
| S 1.15   | Everardo Ostini       | Fiat-Abarth 1000 OT        | Rang 29                         |
| S 1.0    | Joe Kretschi          | Fiat-Abarth 1000 Bialbero  | Rang 25                         |
| GT + 4.0 | Peter Schetty         | Shelby GT350               | Rang 12                         |
| GT 4.0   | Peter Ditzler         | Jaguar E-Type              | Rang 41                         |
| GT 2.0   | Eberhard Mahle        | Porsche 911                | Rang 10                         |
| GT 1.6   | Karl Foitek           | Lotus Elan                 | Rang 13                         |
| GT 1.15  | Jean-Jacques Thuner   | Triumph Spitfire           | Rang 51                         |
| GT 1.0   | Josef Gloggner        | Fiat-Abarth 1000 OTS       | Rang 59                         |
| T + 2.0  | Arthur Blank          | Plymouth Barracuda         | Rang 42                         |
| T 2.0    | Robert Jenny          | BMW 1800TiSA               | Rang 36                         |
| T 1.6    | Charles Ramu-Caccia   | Alfa Romeo GTA             | Rang 15                         |
| T 1.3    | Alain Cattin          | Morris Mini-Minor S        | Rang 39                         |
| T 1.0    | Jean-Pierre Brun      | Fiat-Abarth 1000TC         | Rang 31                         |
| T 850    | Robert Blatter        | Fiat-Abarth 850TC          | Rang 58                         |

### Renndaten
- Gemeldet: 150
- Gestartet: 91
- Gewertet: 86
- Rennklassen: 24
- Zuschauer: unbekannt
- Wetter am Renntag: unbekannt
- Streckenlänge: 11,000 km
- Fahrzeit des Siegerteams: 0:12:59,400 Minuten
- Gesamtrunden des Siegerteams: 2
- Gesamtdistanz des Siegerteams: 22,000 km
- Siegerschnitt: 101,617 km/h
- Pole Position: keine
- Schnellste Rennrunde: Ludovico Scarfiotti – Ferrari Dino 206S (# 187) – 6:29,000 = 101,799 km/h
- Rennserie: 11. Lauf zur Sportwagen-Weltmeisterschaft 1966